# Calyptranthes jimenoana
Calyptranthes jimenoana är en myrtenväxtart som beskrevs av Brother Alain. Calyptranthes jimenoana ingår i släktet Calyptranthes och familjen myrtenväxter. Inga underarter finns listade i Catalogue of Life.